# Мункфорс (комуна)
Комуна Мункфорс (швед. Munkfors kommun) — адміністративно-територіальна одиниця місцевого самоврядування, що розташована в лені Вермланд у центральній Швеції.
Мункфорс 266-а за величиною території комуна Швеції. Адміністративний центр комуни — місто Мункфорс.

## Населення
Населення становить 3 666 чоловік (станом на вересень 2012 року). 
| Кількість населення комуни Мункфорс за 1810-2010 роки | Кількість населення комуни Мункфорс за 1810-2010 роки | Кількість населення комуни Мункфорс за 1810-2010 роки | Кількість населення комуни Мункфорс за 1810-2010 роки | Кількість населення комуни Мункфорс за 1810-2010 роки |
| ----------------------------------------------------- | ----------------------------------------------------- | ----------------------------------------------------- | ----------------------------------------------------- | ----------------------------------------------------- |
| Рік                                                   |                                                       |                                                       | Населення                                             |                                                       |
| 1810                                                  | 1810                                                  |                                                       | 1 614                                                 | 1 614                                                 |
| 1850                                                  | 1850                                                  |                                                       | 2 458                                                 | 2 458                                                 |
| 1900                                                  | 1900                                                  |                                                       | 4 551                                                 | 4 551                                                 |
| 1950                                                  | 1950                                                  |                                                       | 6 110                                                 | 6 110                                                 |
| 1970                                                  | 1970                                                  |                                                       | 5 709                                                 | 5 709                                                 |
| 1980                                                  | 1980                                                  |                                                       | 5 132                                                 | 5 132                                                 |
| 1990                                                  | 1990                                                  |                                                       | 4 816                                                 | 4 816                                                 |
| 2000                                                  | 2000                                                  |                                                       | 4 162                                                 | 4 162                                                 |
| 2010                                                  | 2010                                                  |                                                       | 3 771                                                 | 3 771                                                 |
| Джерело: SCB                                          |                                                       |                                                       |                                                       |                                                       |

## Населені пункти
Комуні підпорядковано 1 міське поселення (tätort) та 1 сільське (småort):
- Мункфорс (Munkfors)
- Рансетер (Ransäter)

## Міста побратими
Комуна підтримує побратимські контакти з такими муніципалітетами:
- Ліндсборг, Сполучені Штати Америки

## Галерея

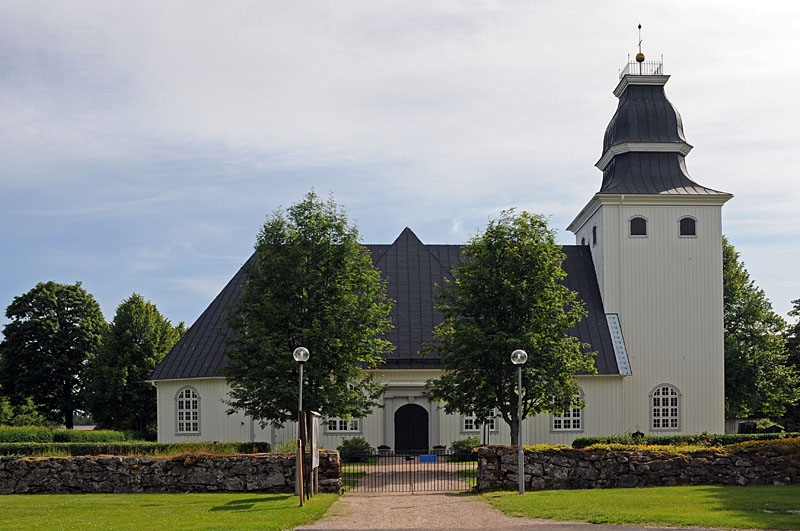
Церква (Рансетер)
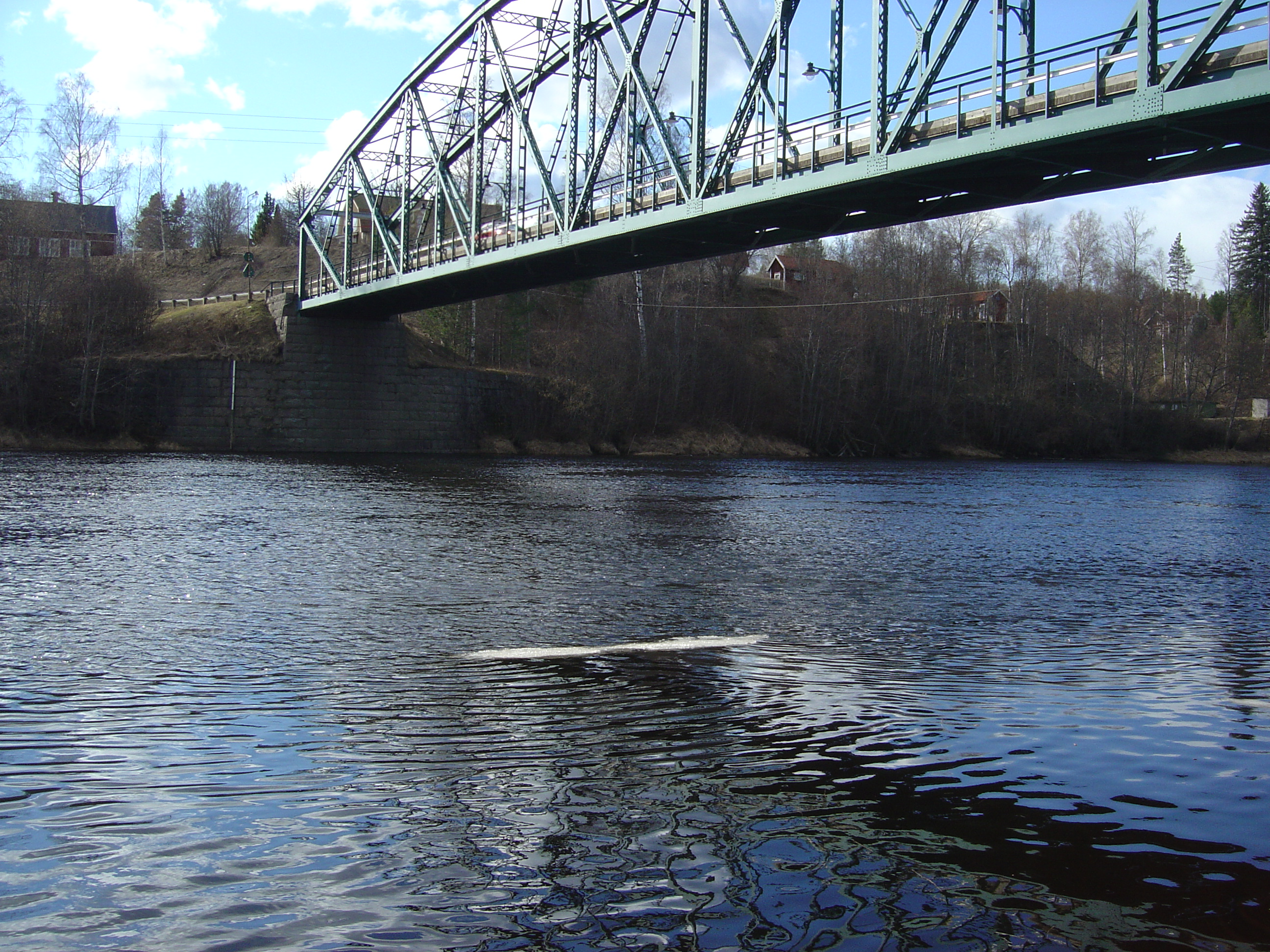
Міст через Кларельвен
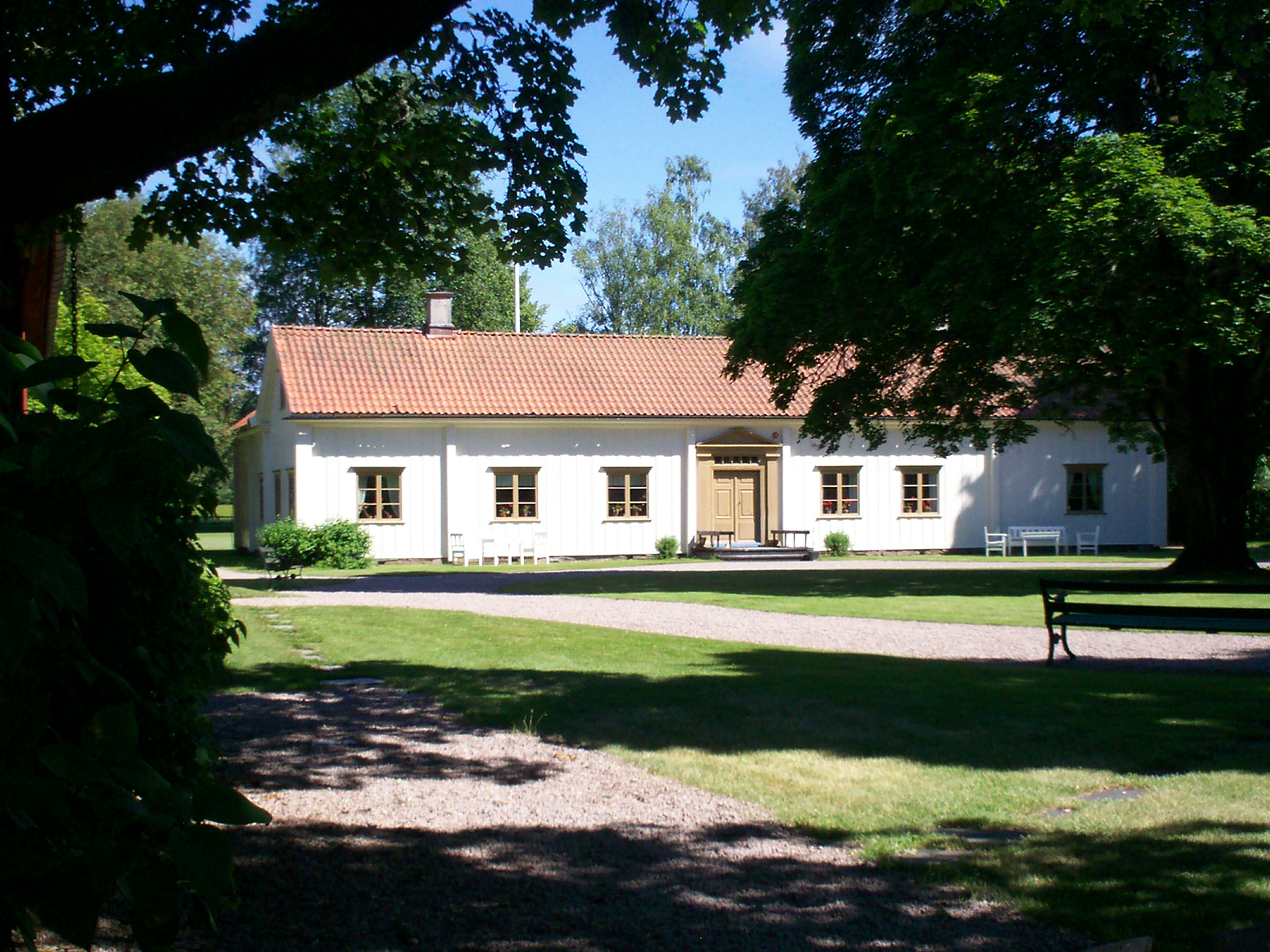
Рансетер

## Виноски
1. ↑  Folkmangd i riket, lan och kommuner (шв.) . Центральне бюро статистики Швеції. Архів оригіналу за 20 серпня 2013. Процитовано 8 лютого 2013.